# Agbarjin
Agbarjin (aussi dénommé Agvarjin and Akbarjin: mongol : Агваржин хаан ; chinois : 阿噶多爾濟)(1423 - 1454) est un khagan des Mongols de la dynastie Yuan du Nord en 1453. Il est le frère de Tayisung Khan et de Manduul Khan.

## Biographie
Tayisung Khan a nommé Agbarjin jinong sur son ulus en 1433. Lorsque Toghtoa Bukha a tenté d'éliminer l'influence d'Esen Taishi à la cour, les Oirats ont offert à Agbarjin le trône de khaganship pour sa trahison. Même si le fils de ce dernier, Qara-qurtag Duuren taiji, persuada son père de ne pas accepter cette offre, les Oirats et Agbarjin attaquèrent et vainquirent le Khagan, le forçant à fuir vers l'ouest. Tayisung Khagan Toghtoa Bukha a été tué par son ancien beau-père Tsabdan, dont la fille Altaghana avait été bannie de l'ordo (palais).
Les Oirats ne lui faisaient pas confiance, car il avait trahi son propre frère aîné. Peu de temps après la mort du Tayisung Khan, Agbarjin fut invité par Esen à un banquet. Lorsque le premier et ses entourages sont arrivés, Esen et les dirigeants de l'Oirat ont assassiné tous les hommes Borjigin de son entourage, à l'exception de Qara-qurtag, qui a fui et a ensuite été assassiné, soit au Moghulistan, soit en Sibérie centrale. La mort d'Agbarjin a ouvert la voie à l'intronisation d'Esen en 1454.